# دستگاه ورزشی

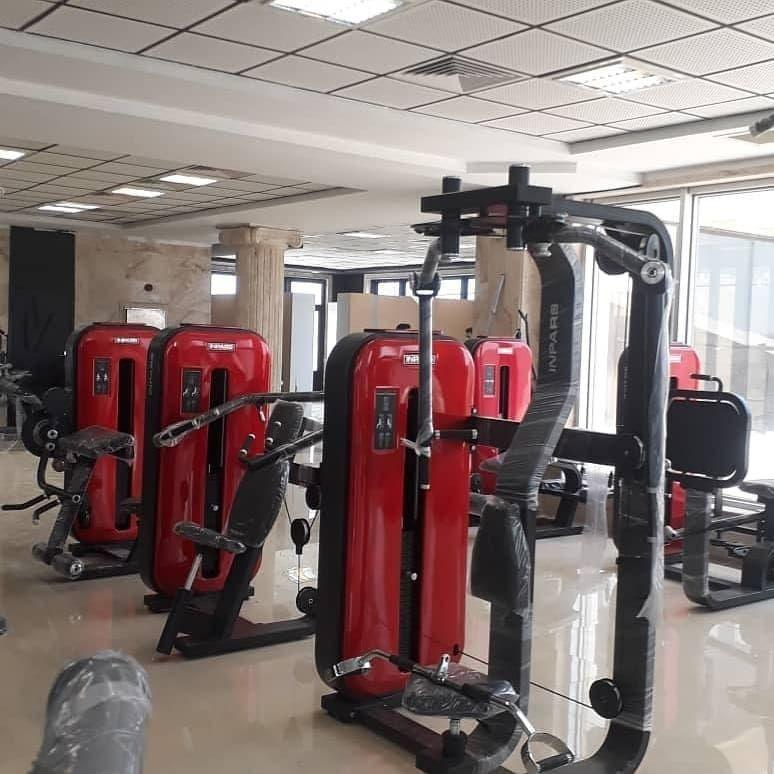
تصویری از چند دستگاه بدنسازی باشگاهی

دستگاه ورزشی یا دستگاه بدن‌سازی به دستگاه‌ها و تجهیزاتی گفته می‌شود که برای ورزش بدنی مورد استفاده قرار می‌گیرند. این تجهیزات می‌توانند از یک وسیله ساده مانند یک فنر گرفته تا وسایل متحرک الکترومکانیکی کامپیوتری پیچیده یا تجهیزات به جریان انداختن آب استخرهای شنا متغیر و متنوع باشند. بیشتر ماشین‌های ورزشی دارای یک ابزار ارگومتر هستند. ارگومتر دستگاهی است برای اندازه‌گیری میزان کاری که یک فرد در هنگام تمرین‌های ورزشی به عنوان تمرین یا تست‌های استرس قلب یا سایر آزمایش‌های پزشکی انجام می‌دهد.